# Rajalakshmi Engineering College
Il Rajalakshmi Engineering College, un'istituzione autonoma affiliata all'Anna University di Chennai, è stata fondata nel 1997 sotto l'egida del Rajalakshmi Educational Trust, la cui dirigenza vanta un'esperienza consolidata nei settori dell'istruzione e dell'industria. Nel corso degli ultimi 25 anni, il college ha registrato una costante crescita, dirigendosi verso l'eccellenza nell'istruzione, nella ricerca e nello sviluppo ingegneristico.
Partito con 3 programmi di laurea in ingegneria e un'iscrizione annuale di 180 studenti nel 1997, il college attualmente offre 18 programmi di laurea e 9 programmi di laurea magistrale, inclusa una laurea magistrale in amministrazione aziendale (MBA), con un'iscrizione annuale di 2070 studenti. L'approvazione dell'AICTE e l'affiliazione all'Anna University per un tale aumento progressivo rappresentano una testimonianza tangibile della crescita continua del college nel corso degli anni. Nove dei nostri dipartimenti sono riconosciuti come Centri di Ricerca dell'Anna University per condurre programmi di dottorato (Ph.D.).